# 許男結
許男 結（きょだん けつ、生没年不詳）は、春秋時代の諸侯国の許の君主の一人。姓は姜、名は結。
紀元前481年に許男結は許の国君となった。同年、魯が麒麟を取った（獲麟）。歴史書『春秋』の最後の文である。